# Lobocheilos

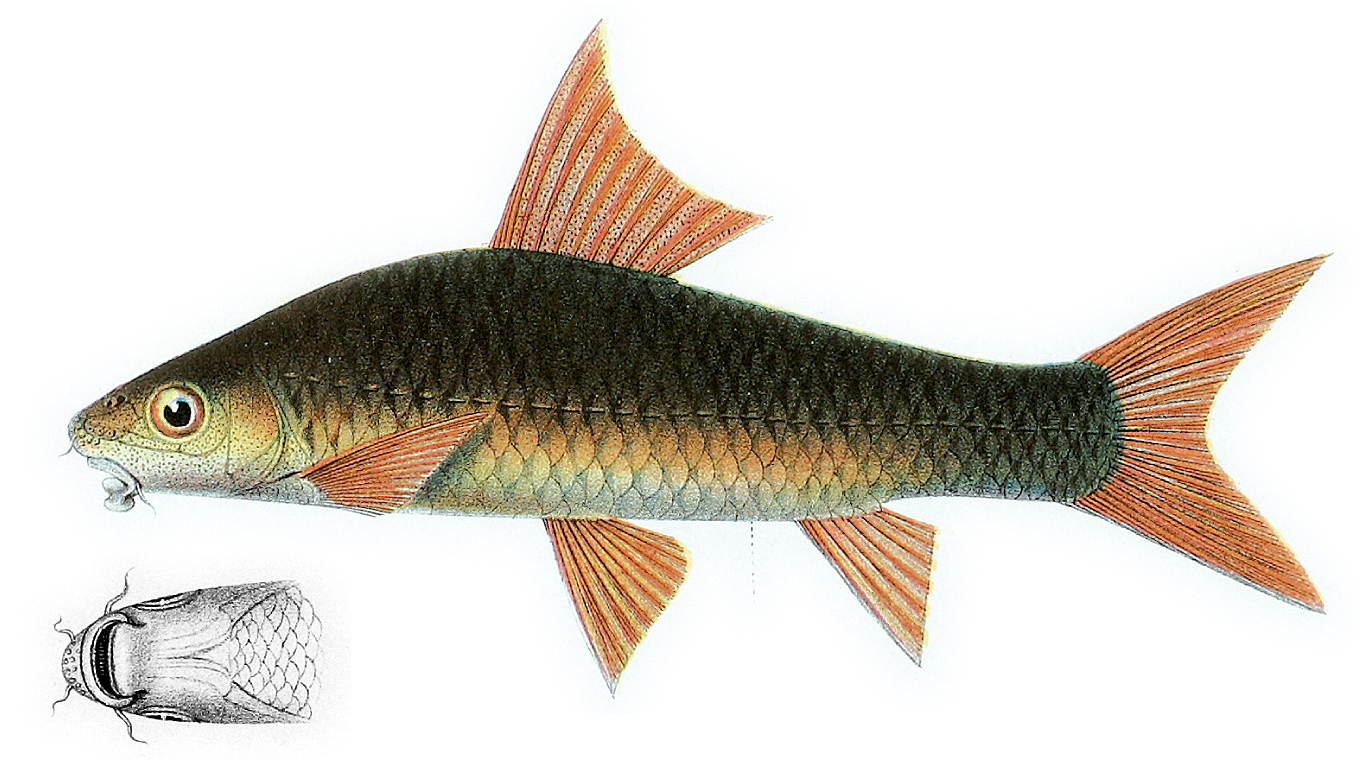
Lobocheilos lehat

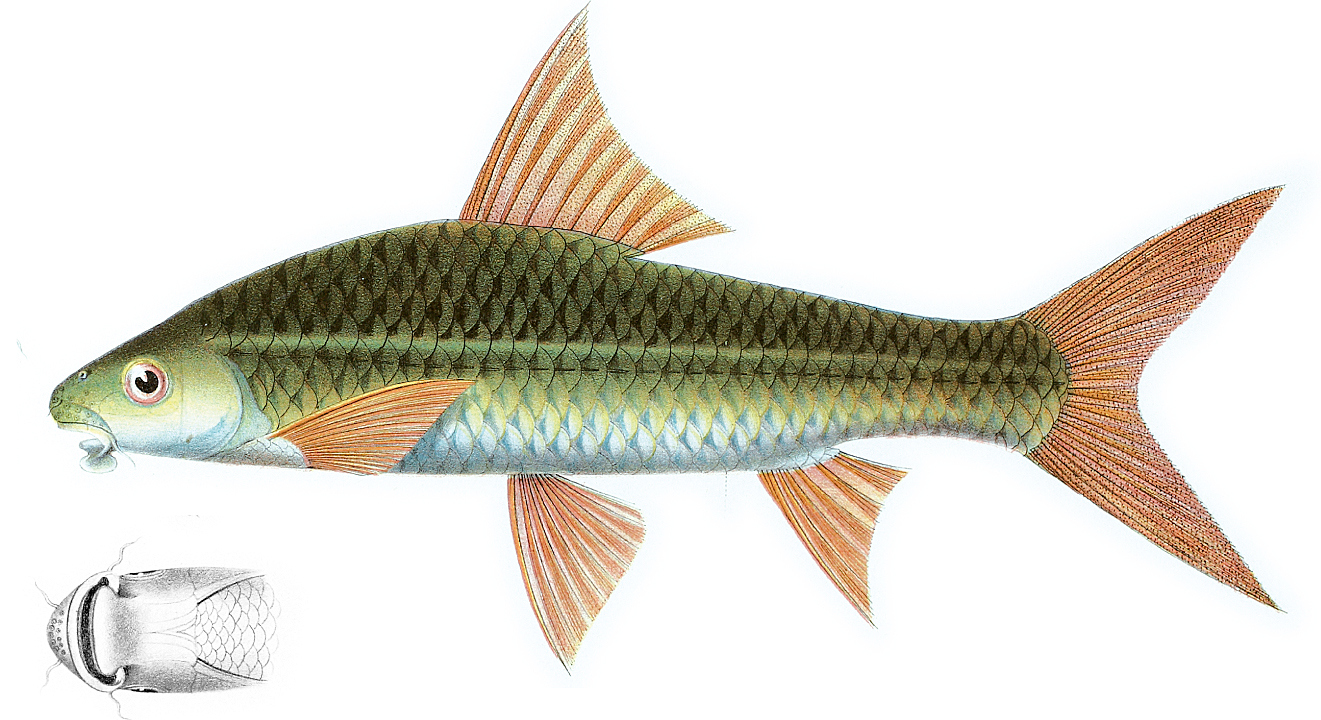
Lobocheilos schwanenfeldii

Lobocheilos es un género de peces de la familia Cyprinidae y del orden de los Cypriniformes. Sus especies se distribuyen por el Sudeste Asiático.

## Especies
Se reconocen las siguientes:
- Lobocheilos bo (Popta, 1904)
- Lobocheilos cornutus H. M. Smith, 1945
- Lobocheilos cryptopogon (Fowler, 1935)
- Lobocheilos davisi (Fowler, 1937)
- Lobocheilos delacouri (Pellegrin & P. W. Fang, 1940)
- Lobocheilos erinaceus Kottelat & H. H. Tan, 2008
- Lobocheilos falcifer (Valenciennes, 1842)
- Lobocheilos fowleri (Pellegrin & Chevey, 1936)
- Lobocheilos gracilis (Fowler, 1937)
- Lobocheilos ixocheilos Kottelat & H. H. Tan, 2008
- Lobocheilos kajanensis (Popta, 1904)
- Lobocheilos lehat Bleeker, 1858
- Lobocheilos melanotaenia (Fowler, 1935)
- Lobocheilos nigrovittatus H. M. Smith, 1945
- Lobocheilos ovalis Kottelat & H. H. Tan, 2008
- Lobocheilos quadrilineatus (Fowler, 1935)
- Lobocheilos rhabdoura (Fowler, 1934)
- Lobocheilos schwanenfeldii Bleeker, 1853
- Lobocheilos tenura Kottelat & H. H. Tan, 2008
- Lobocheilos terminalis Kottelat & H. H. Tan, 2008
- Lobocheilos thavili H. M. Smith, 1945
- Lobocheilos trangensis (Fowler, 1939)
- Lobocheilos unicornis Kottelat & H. H. Tan, 2008